# Alien Abduction
Alien Abduction (também conhecido por seu nome provisório, The Morris Family Abduction) é um filme estilo found footage de ficção científica/terror lançado nos Estados Unidos em 4 de abril de 2014. É a estreia de Matty Beckerman como diretor. O filme estrela Riley Polanski como um garoto autista de 11 anos que grava a malfadada viagem de sua família com sua câmera de mão.

## Enredo
O filme começa com imagens de uma câmera sendo levada por uma figura desconhecida. As imagens registram luzes estranhas, e a câmera logo é jogada por um orifício de algo que está acima da atmosfera terrestre. A câmera despenca de quilômetros de altura e atinge o chão, trincando sua lente mas ainda funcionando.
Depois, o filme corta para Riley Morris (Riley Polanski), que filma sua família em uma viagem de acampamento para as Brown Montains, no Condado de Stokes, Carolina do Norte. Na primeira noite do acampamento, Riley desperta de noite e testemunha, junto com seus irmãos Corey (Corey Eid) e Jillian (Jillian Clare) três estranhas luzes no céu que manobram de forma abrupta. Na manhã seguinte, o pai de Riley, Peter (Peter Holden) acaba se perdendo nas montanhas quando o GPS da família os leva a uma estrada estranha, onde os sinais dos celulares de todos se perdem e o GPS se apaga. Para piorar, o carro da família está quase sem gasolina e não há sinal de um posto por perto.
Ao chegarem a um túnel, eles se deparam com vários carros abandonados às pressas bloqueando o caminho. Peter, Corey e Riley decidem investigar, deixando a mãe de Riley, Katie (Katherine Sigismund) e Jillian no carro. Em certo momento, Peter observa uma figura humanóide na outra saída do túnel. Outra figura surge por detrás de um carro e logo os três percebem que não se tratam de seres humanos. Enquanto combinam uma fuga, um alien se aproxima dos três e Peter sucumbe. Corey foge com Riley em seu colo, retorna ao carro e assume a direção.
Eles tentam retornar a uma cabana que haviam visto anteriormente, mas o carro é estranhamento atingido por uma revoada de pássaros suicidas. Logo depois, o carro quebra. A pé, o trio chega à cabana, cujo dono Sean (Jeff Bowser) inicialmente os trata como meros invasores. Logo, contudo, ele observa um alienígena atacando seu cachorro ao longe e percebe que estão todos em perigo. Sean chama seu cachorro de volta e o quarteto decide ficar na cabana e se proteger como podem. Sean, que é guarda florestal, os informa que a região em que estão é famosa por ser um ponto de avistamento de luzes, e que abduções no local são comuns há tempos.
Á noite, Sean tenta se comunicar por rádio com seu irmão, também um guarda florestal (Lelley Hinman), mas ele apenas ouve enquanto o homem é atacado por algo desconhecido. Aflito, Sean abandona o quarteto e parte para ajudar seu parente. Armado com um rifle, Corey tenta proteger sua família quando os alienígenas chegam, mas acaba raptado, não sem antes conseguir esconder a mãe e os irmãos num depósito subterrâneo. Pouco depois, Sean retorna, tendo encontrado apenas a caminhonete vazia de seu irmão. O quarteto foge, mas é logo interpelado por um óvni. Sean manda os três sobreviventes fugirem pela mata até um celeiro enquanto ele distrai os extraterrestres.
Sean os alcança depois no celeiro, mas ele e Katie acabam abduzidos. Riley e Jillian escapam e se escondem na floresta. Na manhã seguinte, eles avistam uma vila não muito longe de onde estão e encontram uma estrada que eles pensam que vai até o local, mas na verdade ela apenas os leva para o túnel onde o pai foi atacado. Um carro de polícia se aproxima e os dois pensam que estão salvos quando um policial desce, mas os três acabam abduzidos no momento em que ele chamava por reforços. Riley consegue manter sua câmera consigo durante o rapto e as imagens mostram uma rápida subida ao espaço sideral, seguida de imagens desfocadas de pessoas sofrendo testes doloridos em macas. Em seguida, as mesmas imagens que abriram o filme são exibidas e a câmera, após cair de volta à Terra, é recuperada pela Força Aérea dos Estados Unidos.
Em uma cena pós-créditos, um policial encontra Peter um ano depois em uma ponte, nu, sozinho, chocado e com o cabelo e barba compridos. O policial diz em seu rádio que encontrou "mais um deles" e que acha que ele é o "pai".

## Elenco
- Katherine Sigismund como Katie Morris
- Corey Eid como Corey Morris
- Riley Polanski como Riley Morris
- Jillian Clare como Jillian Morris
- Jeff Bowser como Sean
- Peter Holden como Peter Morris
- Jordan Turchin como Officer James
- Kelley Hinman como Park Ranger

## Produção
Matty teve a inpiração para o filme quando vivia na Carolina do Norte e ouviu uma lenda local sobre estranhas luzes que podiam ser vistas nas montanhas próximas e que pessoas diziam ser abduzidas ao observarem-nas. Ele também se inspirou no diretor Alfred Hitchcock e a cena dos pássaros atingindo o carro foi uma homenagem a ele. Ao trabalhar no script básico, Matty e o escritor Robert Lewis queriam ter uma razão plausível para Riley continuar filmando em situações de perigo, e Matty se recordou de um psicólogo que lhe contou certa vez que tratou uma criança autista que filmava tudo o que vivia. Robert completou o script antes das filmagens, mas Matty quis permitir que os atores trabalhassem suas falas livremente, para que interpretassem os personagens mais facilmente. As filmagens ocorreram na Carolina do Norte, nos condados de Burke, Avery e Condado de Watauga, além da cidade de Bryson.

## Recepção
A recepção crítica para Alien Abduction foi negativa. O filme tem uma média de 47/100 no Metacritic (com nove resenhas) e 25% no Rotten Tomatoes (com 14 resenhas). Elogios recorrentes ao filme tratam do uso da câmera por parte de Riley; os críticos consideraram que isto foi uma boa forma de explicar por que o garoto continuava filmando tudo quando normalmente uma pessoa sairia correndo. As críticas do filme se ateram ao que os críticos viram como um enredo genérico e um abuso de cenas de susto.